# Let UTA 772
Let UTA 772 bylo pravidelné letecké spojení francouzské letecké společnosti Union de Transports Aériens, které se zřítilo dne 19. září 1989 z důvodu exploze bomby v Nigeru. Všech 170 cestujících zahynulo. Letadlo McDonnell Douglas DC-10 startovalo z Brazzaville do Paříže. V Brazzaville byla deponována bomba s časovou rozbuškou do zavazadlového prostoru letadla, která explodovala 46 minut po mezipřistání v hlavním městě Čadu N'Djamena. Letadlo se zřítilo v buši nedaleko oázy Bilma.
18. července 2011 Abdel Rahman Shalgham, ministr zahraničí Libye v letech 2000–2009, který zběhl z libyjské vlády hned na počátku občanské války v březnu 2011, prohlásil, že libyjská vláda je zodpovědná za explozi letu UTA 772. Řekl: „Libyjské tajné služby vyhodily to letadlo do povětří. Byly přesvědčeny, že se na palubě nachází vůdce Kaddáfího opozice Mohammed al-Megrief. Teprve po výbuchu zjistily, že tam nebyl.“

## Památník
V roce 2007 byl v poušti asi 10 km od místa dopadu postaven památník. Má tvar letadla v kompasu, je postaven z černého kamení a viditelný na satelitních snímcích Google (16°51′53,75″ s. š., 11°57′13,36″ v. d.). Památník postavilo sdružení rodin obětí Les Familles de l’Attentat du DC-10 d’UTA.